# Jakob Roggeveen
Jakob Roggeveen, nizozemski pravnik, notar, pomorščak in raziskovalec, * 1. februar 1659, † 31. januar 1729.
30. marca 1683 je postal notar v Middelburgu, 12. avgusta 1690 pa je doktoriral iz prava na Univerzi v Harderwijku.
Leta 1722 je v iskanju Terre Australis odkril Velikonočni otok.